# Lachen, Bayern
Lachen är en kommun och ort i Landkreis Unterallgäu i Regierungsbezirk Schwaben i förbundslandet Bayern i Tyskland.
Kommunen ingår i kommunalförbundet Memmingerberg tillsammans med kommunerna Benningen, Holzgünz, Memmingerberg, Trunkelsberg och Ungerhausen.